# Tatahuictaltipan
Tatahuictaltipan är en ort i Mexiko.   Den ligger i kommunen Cuetzalan del Progreso och delstaten Puebla, i den sydöstra delen av landet, 180 km öster om huvudstaden Mexico City. Tatahuictaltipan ligger 576 meter över havet och antalet invånare är 238.
Terrängen runt Tatahuictaltipan är lite bergig, och sluttar norrut. Runt Tatahuictaltipan är det tätbefolkat, med 383 invånare per kvadratkilometer. Närmaste större samhälle är Olintla, 18,1 km väster om Tatahuictaltipan. I omgivningarna runt Tatahuictaltipan växer huvudsakligen savannskog.